# Cirroteuthis muelleri
Cirroteuthis · Cirropoulpe de Müller
Genre
Espèce
Cirroteuthis muelleri, le Cirropoulpe de Müller, unique représentant du genre Cirroteuthis, est une espèce de pieuvres de la famille des Cirroteuthidae.

## Répartition et habitat
Cirroteuthis muelleri se rencontre dans l'océan Arctique et le Nord de l'océan Atlantique (Groenland, îles Féroé et Islande). Sa présence est incertaine en Nouvelle-Zélande. Cette espèce est présente jusqu'à 4 854 m de profondeur.

## Description
Cirroteuthis muelleri peut mesurer jusqu'à 150 cm de longueur totale.

## Classification
Le genre Cirroteuthis et l'espèce Cirroteuthis muelleri ont été décrits en 1838 par le zoologiste danois Daniel Frederik Eschricht (d) (1798-1863),.
Ce taxon porte en français le nom vernaculaire ou normalisé suivant : Cirropoulpe de Müller.
Cirroteuthis a pour synonymes :
- Cirrhoteuthis [sic] (graphie incorrecte)
- Sciadephorus Reinhardt & Prosch, 1846

Cirroteuthis muelleri a pour synonymes :
- Cirroteuthis mulleri Eschricht, 1838 (graphie incorrecte)
- Sciadephorus muelleri (Eschricht, 1838)

### Publication originale
- (de) Dr. Eschricht, « Cirroteuthis müelleri, eine neue Gattung der cephalopoden bildend », Nova Acta Physico-Medica Academiae Caesareae Leopoldino-Carolinae Naturae Curiosorum, Nuremberg, Erlangen, Bonn et Wrocław, Académie Léopoldine, vol. 18, no 2,‎ 1838, p. 627-634 (lire en ligne).